# Gobierno de Virginia
El  gobierno de Virginia reúne las tres ramas o poderes de la Mancomunidad de Virginia. El actual gobernador de Virginia es Glenn Youngkin. El Capitolio estatal está construido en Richmond, fue diseñado por Thomas Jefferson y la piedra angular fue colocada por el gobernador Patrick Henry en 1785. Virginia actualmente se rige por la Constitución de 1971, que es la séptima de su historia. De acuerdo con la Constitución el gobierno está compuesto por tres ramas o poderes: legislativo, ejecutivo y judicial. 
Como otros muchos estados, a mitad del siglo XIX,; Virginia tenía una legislatura estatal, algunos cargos ejecutivo y un poder judicial independiente. En la época de la Constitución de 1901, la que más tiempo ha estado en vigor de todas las constituciones de los estados, la Asamblea General continuó como Legislativo, el Tribunal Supremo de Apelaciones actuó como poder judicial y ocho cargos ejecutivos eran elegidos: el gobernador, el vicegobernador, el fiscal general, el secretario de la Mancomunidad, el tesorero estatal, el auditor de las cuentas públicas, el superintendente para la instrucción pública y el comisionado de Agricultura e Inmigración. La Constitución de 1901 fue enmendada en numerosas ocasiones, en especial en la década de los treinta y de los cincuenta, antes que de se abandonase en favor de un gobierno más moderno, con menos cargos electos, gobiernos locales reformados y un sistema judicial más racionalizado.

## Poder ejecutivo o rama ejecutiva
Los cargos elegidos por la totalidad de los ciudadanos del estado son:
|                                |
| Terry McAuliffe (D) Gobernador |

|                                  |
| Ralph Northam (D) Vicegobernador |

|                                 |
| Mark Herring (D) Fiscal General |

Estos tres cargos son elegidos separadamente para un mandato de cuatro años. Las elecciones se celebran el año después de las Elecciones Presidenciales (2009, 2013, etc.) y toman posesión en enero del año siguiente. Virginia es una de los únicos cinco estados que elige a sus cargos estatales en años impares (los otros son Kentucky, Louisiana, Misisipi y New Jersey). La última elección a gobernador se tuvo lugar en 2013 y la próxima será en 2017.
El gobernador es el jefe del poder ejecutivo de la Mancomunidad y es también comandante en jefe de la milicia. La Constitución no permite la reelección del gobernador para un mandato consecutivo, pero sí la permite cuando el mandato no es consecutivo al anterior. El Vicegobernador, quien no es elegido en la misma candidatura que el gobernador, asume las funciones de presidente del Senado y es el primero en la línea de sucesión del gobernador. El vicegobernador tampoco puede optar a la reelección. El fiscal general es el primer consejero legal del gobernador y de la Asamblea General, jefe de los abogados de la Mancomunidad y dirige el Departamento de Justicia. El fiscal general es el segundo en la línea de sucesión del gobernador. En el caso de que se produjera una vacante simultánea en estos tres puestos, el portavoz de la Cámara de Delegados sería el gobernador. 

### Gabinete
El gabinete del gobernador es un órgano compuesto por los cargos nombrados de mayor nivel del poder ejecutivo y han de aconsejar al gobernador. Está compuesto por los siguientes cargos nominados por el gobernador y presentado ante la Asamblea General de Virginia para su confirmación:
- Jefe de Gabinete
- Jefe de Gabinete Adjunto
- Secretario de la Mancomunidad
- Secretario de Administración

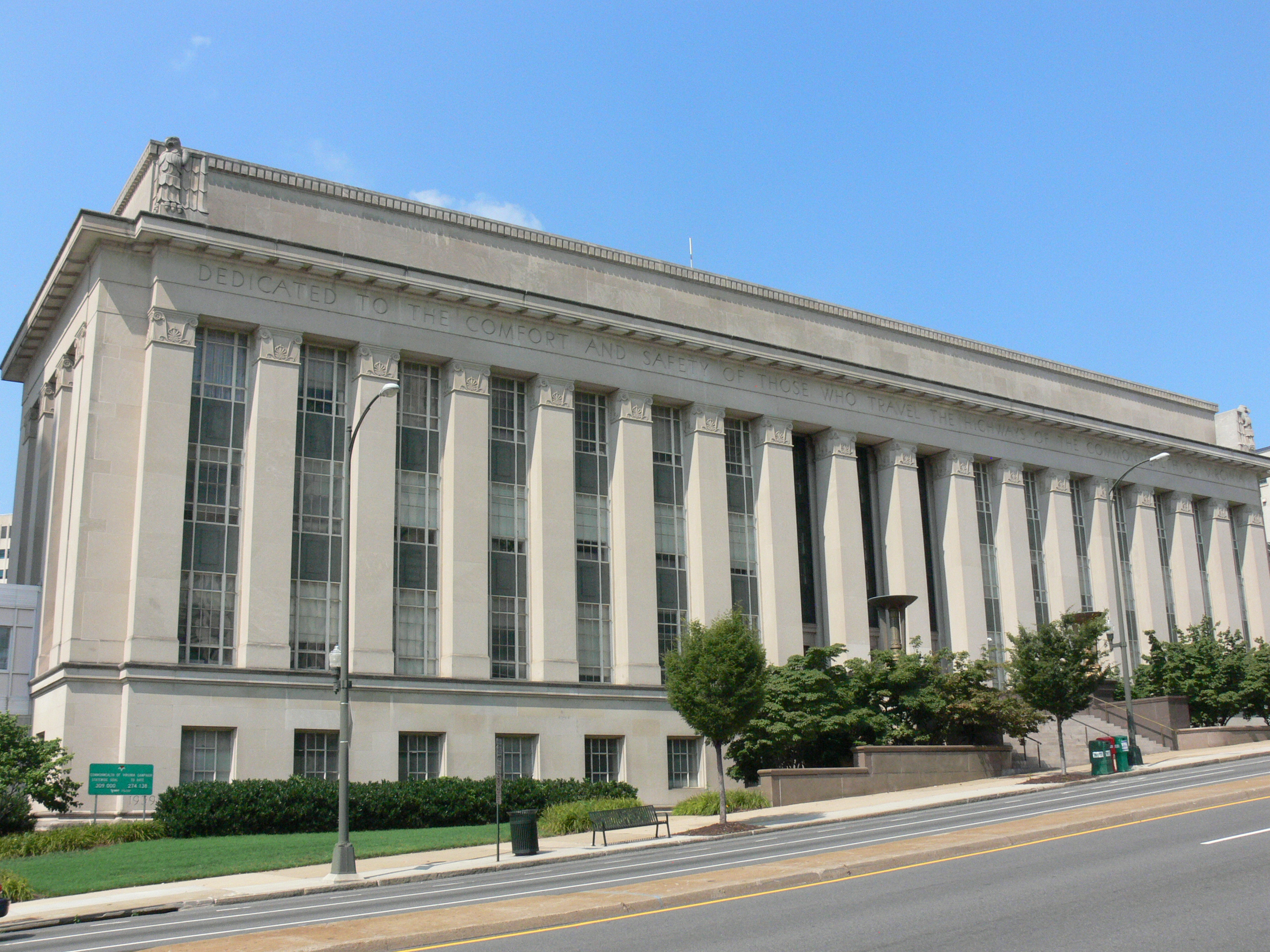
Edificio del antiguo Departamento de Autopistas, ahora sede del Departamento de Transporte de Virginia

- Secretario de Agricultura y aprovechamientos forestales
- Secretario de Comercio
- Secretario de Educación
- Secretario de Finanzas
- Secretario de Salud y de Recursos Humanos
- Secretario de Recursos naturales
- Secretario de Protección Civil y Seguridad Interior
- Secretario de Tecnología
- Secretario de Transporte
- Secretario de Asuntos de los Veteranos

Muchas agencias del poder ejecutivo tiene la autoridad de promulgar regulaciones ("potestad reglamentaria"). Las propuesta para elaborar nuevas regulaciones o modificar las existentes suelen ser revisadas por el poder ejecutivo.

## Poder legislativo o rama legislativa

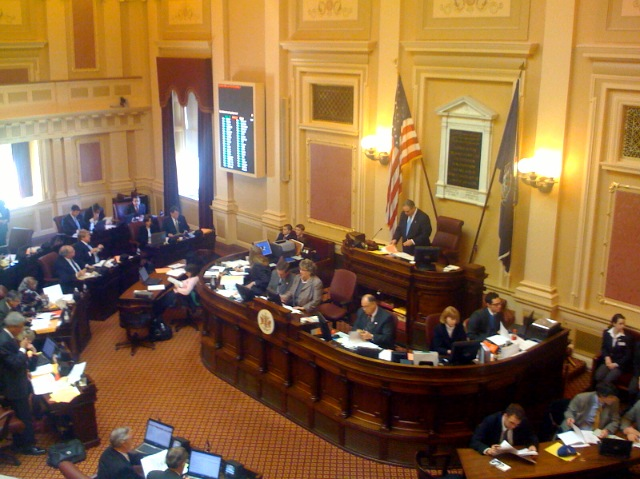
Sala de plenos del Senado en el Capitolio estatal de Virginia

Fundada en 1619, la Asamblea General de Virginia es la legislatura más antigua del Nuevo Mundo todavía en funcionamiento. En la Virginia colonial, la cámara baja de la legislatura era llamada Cámara de los Burgueses. Ésta, junto con el Consejo del Gobernador, constituyó la "Asamblea General". El Consejo del Gobernador estaba compuesto por doce miembros nombrados por el monarca británico para aconsejar al gobernador. El Consejo también tenía funciones de "Tribunal General" de la colonia, una equivalente colonial al Tribunal Supremo. Los miembros de la Cámara de los Burgueses eran elegidos por todos los que podían votar en la colonia. Cada condado elegía dos burgueses, mientras que el Colegio de Guillermo y María y las ciudades de Norfolk, Williamsburg y Jamestown elegían un burgués cada una. Los Burgueses se reunían para formular leyes para la colonia y para marcar la dirección de su futuro crecimiento; el Consejo podía entonces revisar las leyes y aprobarlas o no aprobarlas. La aprobación de los burgueses, el Consejo y del Gobernador era necesaria para que una ley saliese adelante. La idea de elegir a los burgueses fue importante y novedosa. Esto dio a los virginianos una oportunidad para controlar a su propio gobierno por primera vez. En los inicios los burgueses eran elegidos por todos los hombres libres de la colonia. Las mujeres, los sirvientes y los nativos americanos no podían votar. Posteriormente las normas reguladoras del voto cambiaron, haciendo necesario además tener la propiedad de al menos cincuenta acres de terreno (200,000 m²) para poder votar.
El poder legislativo o legislatura estatal es la Asamblea General. La Asamblea General es bicameral, compuesta por la cámara baja, la Cámara de Delegados con 100 miembros y una cámara alta, el Senado con 40 miembros. Sumadas las dos, la Asamblea Generales tiene 140 representante elegidos por parte de un mismo número de distritos electorales a lo largo y ancho de la Mancomunidad. La Asamblea General celebra sesiones en el Capitolio estatal de Virginia, en Richmond.
La Cámara de Delegados está presidido por un portavoz (speaker), mientras que el Senado es presidido por el Vicegobernador. Tanto la Cámara como el Senador eligen a un oficial y a un sargento de armas. El oficial a cargo del Senado es conocido como "Oficial del Senado" (en vez "Secretario del Senado" que es el título usado en el Senado de los Estados Unidos. La Asamblea General elige también al auditor de las cuentas públicas. Las leyes emanadas de la Asamblea General están compiladas en el Código de Virginia.

## Poder judicial o rama judicial

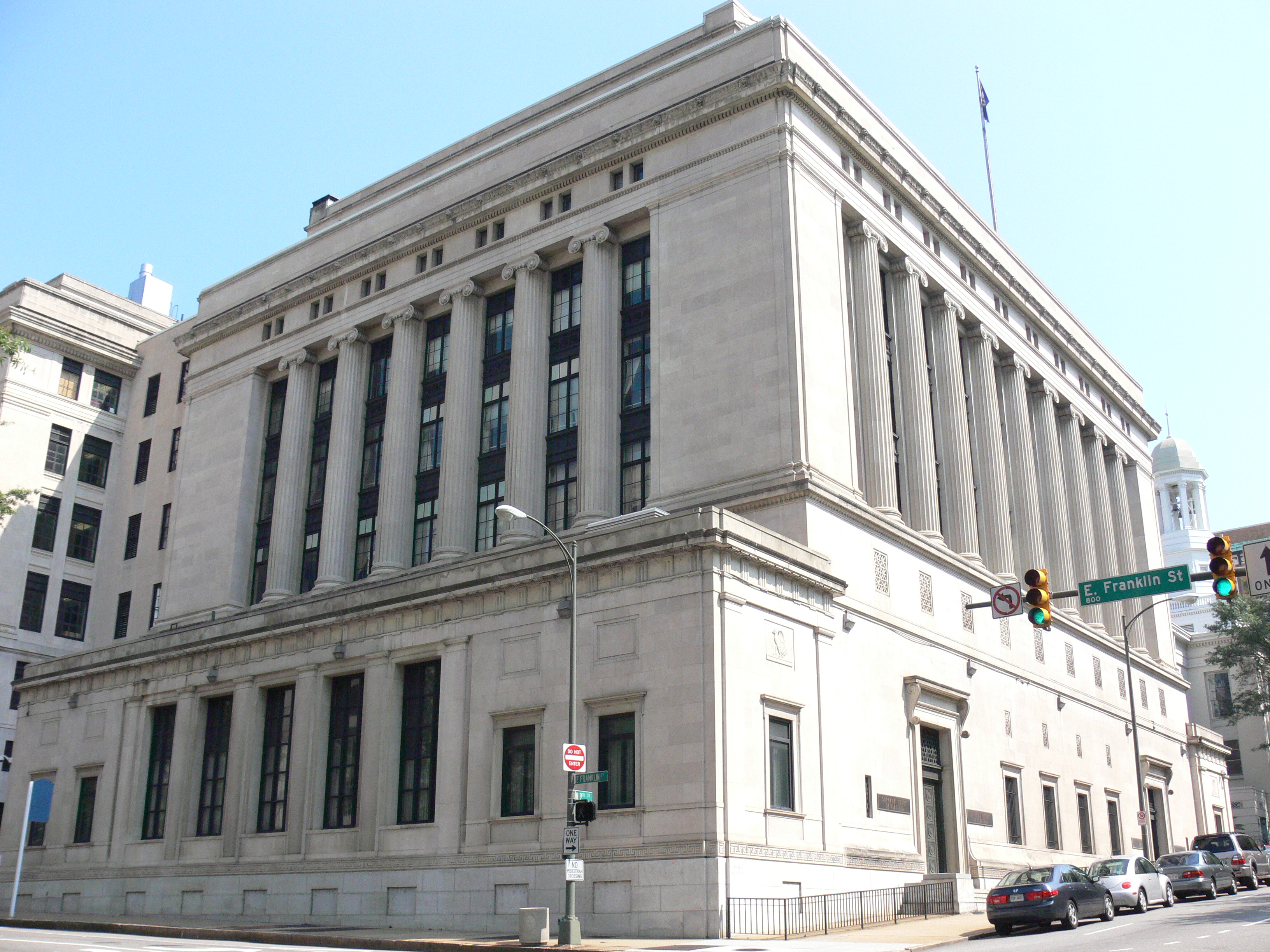
Edificio del Tribunal Supremo de Virginia en Richmond

El Poder judicial está regulado por la Constitución de Virginia y el Derecho de este estado. Está compuesto por el Tribunal Supremo y los tribunales inferiores, incluyendo el Tribunal de Apelaciones de Virginia, los tribunales de circuito y los tribunales de distrito general. La administración del poder judicial es dirigida por el presidente del Tribunal Supremo, por el Consejo judicial, el Comité para tribunales de distritos, las juntas judiciales y otros cargos.

## Gobierno local
Las divisiones políticas de Virginia son las partes en las que el Estado está dividido para fines administrativos. En Virginia, las divisiones políticas solamente tienen las facultades legales que le son concedidas específicamente por la Asamblea General y que están en vigor de acuerdo con el Código de Virginia.
De los tipos de gobierno local existentes en los Estados Unidos, se dan unos y otros no. En todo caso todos los gobiernos locales (ciudades, condado y localidades incorporadas) son divisiones políticas del estado. Los distritos escolares también son divisiones políticas del estado, aunque cada uno de ellos tiene relaciones locales y de control con los varios tipos de condado, ciudades y localidades a las que sirven. Algunas de las divisiones políticas están definidas geográficamente, otras por la función que desempeñan. Muchas autoridades administrativas (como los distritos de transporte y de agua) son creados por su legislación específica como división política del estado.

### Estructura y autoridad

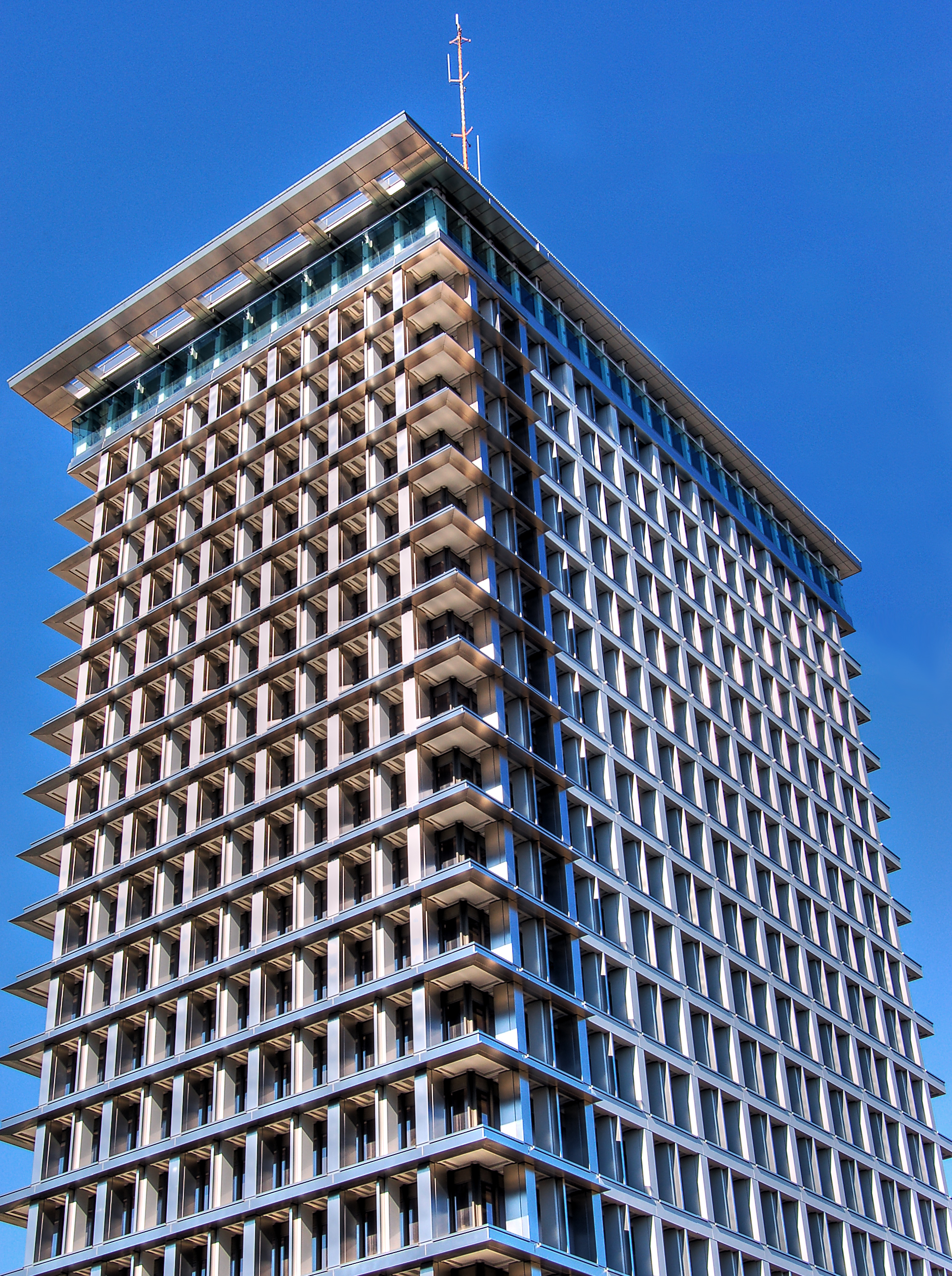
Ayuntamiento de Richmond

Cada localidad en Virginia está dentro de un condado o de una ciudad independiente, pero no en los dos simultáneamente. Los 94 condados y las 39 ciudades independientes tienen todos su propio gobierno. Las ciudades están gobernadas por un alcalde elegido por los ciudadanos o por un consejo municipal que elige al director de la ciudad que trabaja como un profesional, esto es, como un administrador jefe no político, de acuerdo con la forma de gobierno consejo-director. Mientras tanto los condados son gobernador por una comisión de supervidores. En las "cartas" (legislación especial adoptada por la Asamblea General) existen otras formas de gobierno local estipuladas por Ley.
Virginia limita, por medio de la "Regla Dillon", la autoridad de las ciudades y condados para promulgar ordenanzas. Los condados y las ciudades solamente pueden aprobar normas expresamente permitidas por la legislatura estatal o que sean necesarias para la efectivad de las competencias concedidas por el estado. La "Regla Dillon" invalidará las ordenanzas locales que se excedan de la autoridad concedida por el estado.
Hay excepciones a la estructura general de ciudades y condados. La más notable la de la ciudad de Richmond, la cual tiene un alcalde elegido por los ciudadanos que es el jefe del ejecutivo y se encuentra separado del consejo de la ciudad. Esto fue un arreglo innovador que ha causado alguna confusión local bajo el primer alcalde así elegido, el exgobernador Lawrence D. Wilder. En noviembre de 2007, los tribunales tuvieron procesos para delimitar las obligaciones y competencias, así como las limitaciones en respuesta a los múltiples pleitosA entablados por otros cargos locales elegidos popularmente.

### Cargos de los gobiernos locales
Los gobiernos locales están compuestos por cargos de las ciudades y cargos de los condados, personas que son conocidas como cargos constitucionales. Los puestos de estos cargos constitucionales están previstos en la Constitución de Virginia (Artículo 7, Sección 4) que establece que "un tesorero, un sheirff, un fiscal de la Mancomunidad, un secretario (que será el secretario del tribunal en cuya oficina se registren las escrituras) y un comisionado de ingresos serán elegidos por los votantes registrados de cada condado". Los cargos constitucionales locales no son nombrados por la ciudad o el condado. Los jueces del Tribunal de Circuito, del Tribunal del Distrito General y del Tribunal del Distrito para relaciones domésticas y juveniles son nombrados por la legislatura estatal. Los cargos constitucionales tienen los salarios establecidos por el estado a través de su junta de compensación,, aunque la localidad puede complementar los salarios Esta estructura permite a los cargos constitucionales una dosis de independencia dentro de la configuración del gobierno local.
El fiscal de la Comunidad es el encargado de la acusación penal dentro de la localidad. El Sheriff es el encargado de la aplicación de la ley en las localidades que carecen de un Departamento de Policía. Donde está establecido un Departamento de Policía, el Sheriff retiene la autoridad para la aplicación de las leyes penales. El Sheriff, en todo caso, es el responsable del funcionamiento de la prisión local, la seguridad del palacio de Justicia y la custodia de los documentos públicos y también puede ejecutar mandamientos penales.